# Brzyno
Brzyno (kaszb. Brzënie lub też Brzëno, Bżëno, niem. Reckendorf) – wieś kaszubska w Polsce położona w województwie pomorskim, w powiecie puckim, w gminie Krokowa w bezpośrednim sąsiedztwie jeziora Żarnowieckiego.
W latach 1975–1998 miejscowość administracyjnie należała do województwa gdańskiego.

## Historia
Pierwsze wzmianki na temat wsi pochodzą z 1400 roku, kiedy to w dokumentach opisano wieś jako majątek rycerski o wielkości 50 włók. W 1557 roku wieś należała do rodziny Wejherów. W 1663 roku we wsi wybuchł pożar, który najprawdopodobniej zniszczył całą wieś, ponieważ lustracje królewskie z lat 1664 i 1765 nie wspominają o takiej wsi. Wieś następnie należała do rodzin: Krokowów z Osieków, Lęborskich i Przebendowskich. W 1839 roku wieś nabył Józef Reck i zmienił jej nazwę na Reckendorf (czyli wioska Recków). Wybudował również zespół dworsko- folwarczny, którego pozostałości do dziś istnieją we wsi. W latach 1905–1945 wieś przeszła we władanie rodziny Fliesbachów, liczyła wówczas 445 ha, zamieszkiwało ją 218 mieszkańców.

## Zabytki
- Resztki zespołu dworsko-folwarcznego z 1905 roku. Dwór jest parterowy, z mansardami. Wejście główne do budynku znajduje się od strony ogrodu. Dwór przykryty jest dachem naczółkowym. Na rogu posiadłości znajduje się dziewiętnastowieczna studnia w kształcie rotundy.
- Zrujnowany cmentarz ewangelicki z przełomu XIX i XX wieku, znajdujący się na obrzeżu wsi. Na cmentarzu kaplica grobowa i dziewiętnastowieczne nagrobki[7].

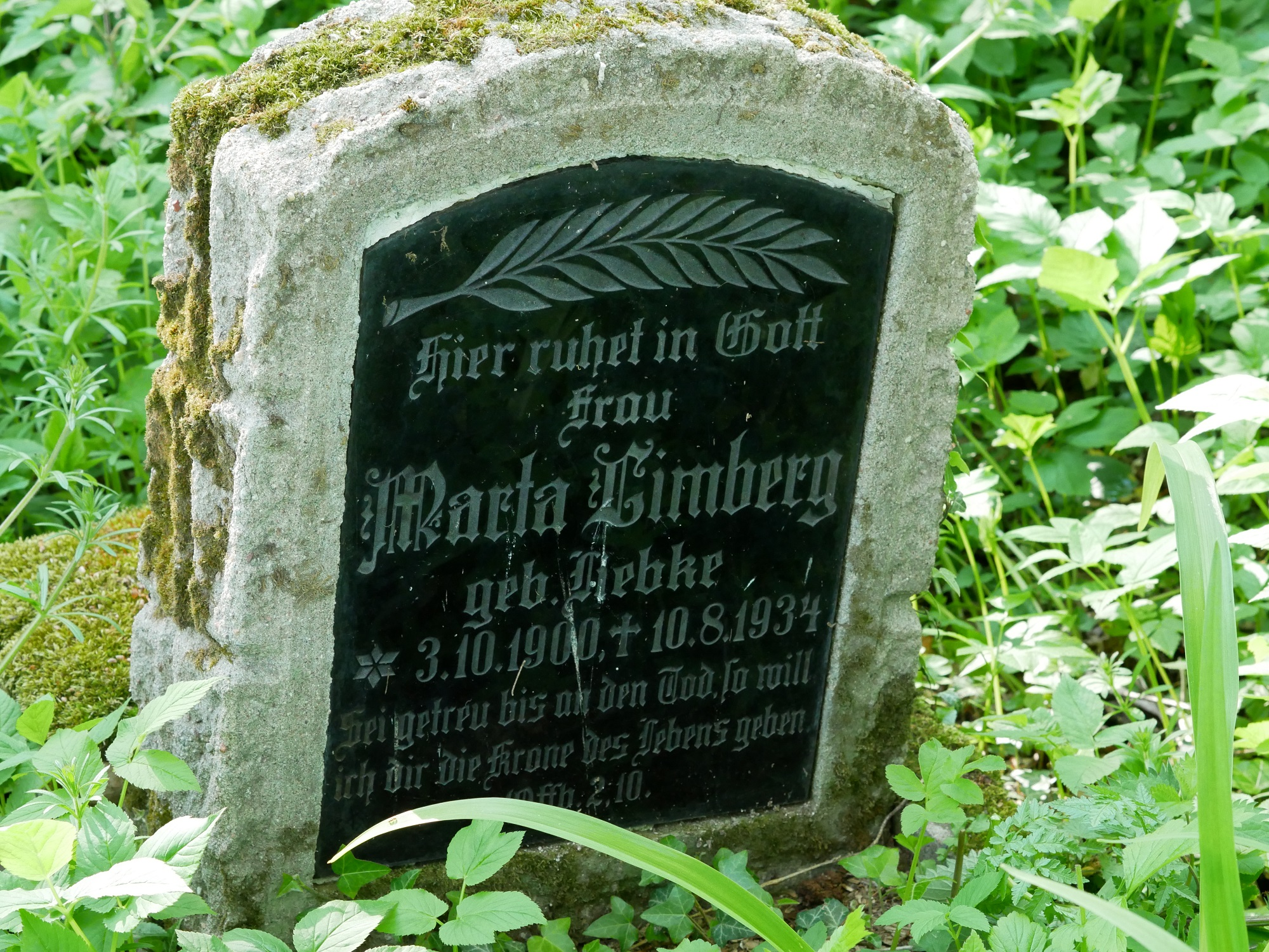
Nagrobek na cmentarzu ewangelickim w Brzynie
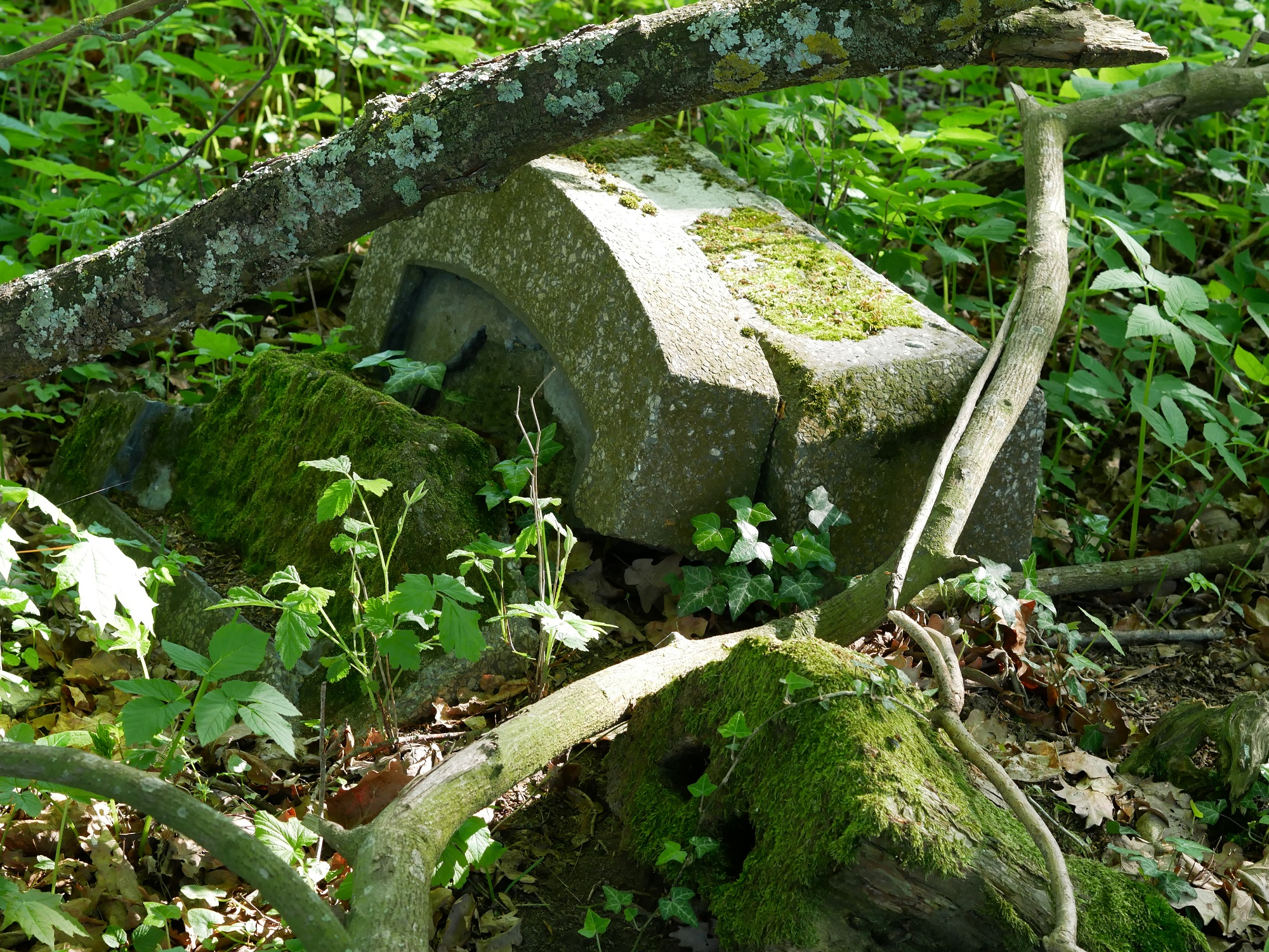
Zdewastowane nagrobki na cmentarzu ewangelickim w Brzynie
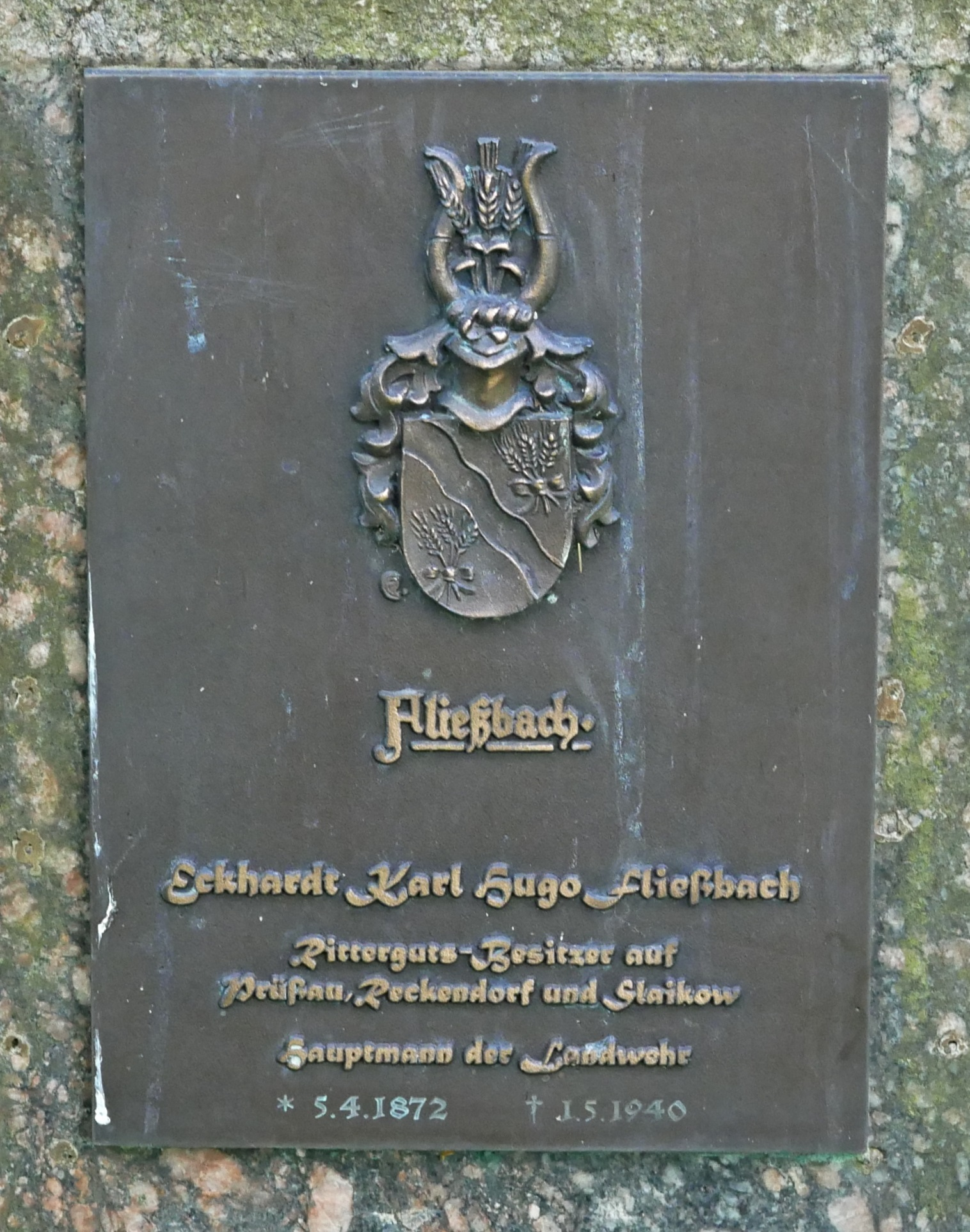
Cmentarz ewangelicki – płyta nagrobna Eckharda Karla Hugona Flieβbacha, dawnego właściciela wsi